# Okerbruine pedaalmot
De okerbruine pedaalmot (Argyresthia semifusca) is een vlinder uit de familie van de pedaalmotten (Argyresthiidae). De wetenschappelijke naam van de soort werd in 1828 gepubliceerd door Adrian Hardy Haworth.